# Trofeo Moschini 1941
Il Trofeo Moschini 1941, tredicesima edizione della corsa, si svolse l'11 maggio 1941 su un percorso di 199,4 km con partenza e arrivo a Mantova. Fu vinto dall'italiano Luciano Succi, che completò la prova in 5h29'00" precedendo in volata i connazionali Giovanni Corrieri e Giovanni Bisio. Conclusero la prova, riservata a indipendenti e dilettanti, 21 dei 37 ciclisti al via.

## Percorso
Organizzata da La Mantova Sportiva, la corsa prese il via da Mantova e transitò nell'ordine da Ostiglia (km 36,6), Governolo, di nuovo Mantova, Asola, Acquafredda, Montichiari, Castiglione delle Stiviere, Solferino, Guidizzolo, Volta Mantovana (con la salita del Sassello) e Goito; il traguardo finale era posto nel capoluogo virgiliano dopo 199,4 km di corsa.

## Ordine d'arrivo (Top 10)
| Pos. | Corridore          | Squadra          | Tempo    |
| ---- | ------------------ | ---------------- | -------- |
| 1    | Luciano Succi      | D. Predappio     | 5h29'00" |
| 2    | Giovanni Corrieri  | Gloria           | s.t.     |
| 3    | Giovanni Bisio     | Dop. Maggiani    | s.t.     |
| 4    | Giuseppe Magni     | Dop. Vismara     | s.t.     |
| 5    | Salvatore Crippa   | Viscontea        | s.t.     |
| 6    | Osvaldo Bailo      | Gerbi            | s.t.     |
| 7    | Edoardo Taddei     | Dop. MATER       | s.t.     |
| 8    | Mario De Benedetti | Dop. Montecatini | s.t.     |
| 9    | Vasco Bergamaschi  | Bianchi          | s.t.     |
| 10   | Remo Cerasa        | Mil. Contraerei  | s.t.     |